# Pelenna
Pelenna est une communauté du borough de comté de Neath Port Talbot, au pays de Galles.
Elle doit son nom à la rivière qui la traverse, la Pelenna, un affluent de l'Afan (en). Elle comprend les villages et hameaux d'Efail-fach (cy), Tonmawr (en) et Pontrhydyfen.

## Démographie
Au recensement de 2011, la communauté de Pelenna comptait 1 152 habitants.